# Павел (Павлов)
Архиепископ Павел (в миру Михаил Александрович Павлов; 16 ноября 1927, Варшава — 15 февраля 1995, Новодивеевский монастырь, штат Нью-Йорк) — епископ Русской православной церкви заграницей, архиепископ Сиднейский и Австралийско-Новозеландский (РПЦЗ).

## Биография
Родился 3 (16) ноября 1927 года в Варшаве в семье русских эмигрантов. Учился в Русской гимназии в Варшаве.
В начале 1945 года, вследствие наступления Красной армии, вместе со своей матерью оказался в лагере перемещенных лиц в городе Фишбек (ныне часть Гамбурга) на севере Германии.
Поступил в небольшую монашескую общину, организованную архимандритом Виталием (Устиновым), занимался там изучением богословия.
В 1947 году пострижен архимандритом Виталием в рясофор и наречён Павлом в честь преподобного Павла Препростого.
В 1949 году был переведён в Париж под руководство игумена Никодима (Нагаева). 10 сентября 1949 года рукоположён Первоиерархом РПЦЗ митрополитом Анастасием (Грибановским) в иеродиакона.
Впоследствии парижская монашеская община Русской Православной Церкви Заграницей вслед за архимандритом Виталием (Устиновым) была переведена в Лондон, а в 23 августа 1951 года вместе с получившим епископский сан Виталием (Устиновым) прибыла в Бразилию.
Там он 6 января 1952 года был рукоположён в иеромонахи и направлен на служение в малых православных общинах, разбросанных по бразильским джунглям.
В 1955 году — исполняющий обязанности настоятеля Свято-Троицкого прихода в городе Вилла-Альпина (Бразилия) в юрисдикции Русской Православной Церкви Заграницей.
В марте 1957 года иеромонах Павел (Павлов) с оставшимися в Бразилии членами монашеской общины переехал в Канаду, где занимался публикацией православной литературы под эгидой издательства «Monastery Press».
В 1958 году возведён в сан игумена, а в 1966 году — в сан архимандрита.
Служил в Николаевском кафедральном соборе РПЦЗ в Монреале (Канада) и одновременно учился в Квебекском университете, где получил степень бакалавра искусств в области русского, португальского, английского, польского, французского и немецкого языков.
Секретарь епархиального совета Монреальской и Канадской епархии РПЦЗ.

Епископ Штутгартский Павел (второй справа) и епископы РПЦЗ, участвовавшие в его хиротонии

16 июля 1967 года хиротонисан во епископа Штутгартского, викария архиепископа Берлинского с резиденцией в Мюнхене. Хиротонию совершили: митрополит Восточно-Американский и Нью-Йоркский Филарет (Вознесенский), архиепископ Чикагский, Детройтский и Среднеамериканский Серафим (Иванов), архиепископ Монреальский и Канадский Виталий (Устинов), архиепископ Вашингтонский и Флоридский Никон (Рклицкий), архиепископ Западно-Американский и Сан-Франциско Антоний (Медведев). Местом его пребывания был определен Мюнхен.
После ухода на покой архиепископа Александра (Ловчего) 15 марта 1971 года главой Берлинской и Германской епархии стал управлявший Гамбургским и Северогерманским викариатством архиепископ Филофей (Нарко). Тогда же епископ Павел был назначен управляющим делами Германской епархии в Мюнхене; в соответствии с постановлением Архиерейского Собора РПЦЗ от 14 сентября того же года он стал титуловаться епископом Штутгартским и Южногерманским.
К 1975 году — организовал регулярную миссионерскую работу среди немецкого населения и благословил использование немецкого языка в православной литургии.
По воспоминаниям Краснова-Левитина: «Этот епископ совсем в другом роде, чем его женевский старший собрат. С первого же раза он мне напомнил хорошо мне известный с детства тип молодого простеца-монаха. Люблю я этих людей: бесцеремонные, простые, говорливые, веселые, подчас горячие… религиозные, но без всякой аффектации <…> Владыка Виталий, его „Авва“, строгий инок <…> и отец Павел под его руководством постиг сложную науку „монашеского делания“. Он хорошо служит и, видимо, любит монашеское, уставное богослужение. Он хороший администратор, знающий жизнь, понимающий психологию своей паствы, которая в своей большей части состоит из людей много испытавших, выброшенных из родной страны, терпевших и нужду и недоброжелательство, много скитавшихся, знающих, как „горек хлеб изгнания и как тяжело, по словам Данте, подниматься и спускаться по чужим лестницам“».
В 1976 году прибыл в Сидней замещать архиепископа Феодосия (Путилина), который уехал в Перт в отпуск.
С конца 1980 года — епископ Сиднейский и Австралийско-Новозеландский. Прибыл в Австралию 30 января 1981 года. Проживал в Сиднее.
При архиепископе Павле шло интенсивное строительство храмов. Был воздвигнут храм Казанской иконы Божией Матери при женском монастыре и корпус с кельями для монахинь в городе Кентлине близ Сиднея. С благословения Архиепископа Павла было начато строительство Преображенского мужского монастыря в Снежных Горах в районе Бомбала, Новый Южный Уэльс. Воздвигнут Успенский храм в Мельбурнском пригороде Данденонге и Петропавловская церковь в Перте.
Большое внимани уделял деятельности русских церковных школ, сам занимал пост директора Александро-Невской школы при Петропавловском кафедральном соборе в Сиднее. Для школы было отстроено новое здание в соборной ограде.
Под его руководством была произведена подготовка к празднованию 1000-летия Крещения Руси в Сиднее, в частности, к юбилею был построен и освящён Иоанно-Предтеченский собор в Канберре.
Утром 8 июня 1991 архиепископ Павел перенёс инсульт в своей резиденции в Кройдоне. Он был доставлен в больницу, где он перенёс второй инсульт. На следующий день он начал говорить связно, но страдал параличом по его левой стороне. Он сообщил своему секретарю, отцу Николаю Гранту, что он хочет назначить отца Михаила Протопопова администратором епархии во время его болезни.
18 марта 1992 года Архиерейский Синод в Нью-Йорке предоставил архиепископу Павелу отпуск по болезни в течение шести месяцев, и отправка нового епископа для расследования обвинений и инсинуаций, сделанные различными сторонами в отношении Property Trust. Синод избрал «преосвященного Даниила, епископа Ирийского, управлять епархией со всеми полномочиями и прерогативами правящего архиерея».
В ноябре 1992 года покинул Австралию. В последние годы жил в доме престарелых при Ново-Дивеевском женском монастыре в городе Нануэт, близ Нью-Йорка.
Скончался 2 (15) февраля 1995 года. Отпевание и погребение архиепископа Павла возглавил епископ Манхеттенский Иларион (Капрал) в сослужении епископа Рокландского Иоанна (Лёгкого) и духовенства Восточно-Американской епархии. Похоронен на Русском кладбище при Ново-Дивеевском монастыре.

## Публикации
- Памяти протоирея Николая Успенского // «Православная Русь». — 1980. — № 20. — С. 13-14
- Памяти друга // «Православная Русь». — 1987. — № 18. — С. 8-9